# Tony Drago
Tony Drago (ur. 22 września 1965 w Valletcie) – snookerzysta maltański, w gronie profesjonalistów od 1985 roku. Plasuje się na 68. miejscu pod względem zdobytych setek w profesjonalnych turniejach, ma ich łącznie 132.

## Kariera
Profesjonalną karierę rozpoczął w 1985 roku. Jego największym osiągnięciem w turnieju rankingowym było drugie miejsce w International Open w 1997 roku. Ma na swoim koncie turniejowego brejka maksymalnego – uzyskanego w roku 2002 podczas Benson and Hedges Championship. Znany jest z dynamicznej gry. Jest autorem dwóch rekordów świata: jako zdobywca najszybszego breaka powyżej 100 pkt w 2 minuty i 57 sekund, oraz jako najszybszy zwycięzca frame'a – 2 minuty 11 sekund.
Jako zawodowy gracz zarobił ponad milion funtów. W 1998 był w ćwierćfinale mistrzostw świata, w tymże roku zajmował w rankingu światowym 10. miejsce. Po sezonie 2004/2005 wypadł z czołowej 32. W sezonie 2008/2009 zawiesił swoje występy w snookerowych turniejach, by w pełni zająć się Pool Bilardem. Dzięki temu w roku 2008 zdobył trzy tytuły.
Po powrocie w 2009/2010 nie odnosił większych sukcesów, prócz zakwalifikowania się do fazy telewizyjnej turnieju Welsh Open i China Open (snooker). Mimo to udało mu się powrócić do Main Touru – w rankingu snookerowym na sezon 2010/2011 został sklasyfikowany na 54 pozycji.
Do końca sezonu 2014/2015, na swoim koncie zapisał 125 breaków stupunktowych.
Obecnie mieszka w stolicy Malty – Valletcie.

## Statystyka zwycięstw

### Snooker

#### Nierankingowe
- Strachan Challenge – 1993
- Guangzhou Masters – 1996

#### Amatorskie
- Malta Amateur Championship – 1984
- EBSA International Open – 2009

### Pool bilard
- World Pool Masters – 2003
- Mosconi Cup – 2007, 2008
- French Open, Eurotour – 2008
- Predator International 10-ball Championship – 2008